# 伊莉莎白·揚·布魯爾
伊莉莎白·揚·布魯爾（英語：Elisabeth Young-Bruehl；1946年3月3日—2011年12月1日），原名，是名美国学者和臨床精神分析師。 揚·布魯爾的作品中，最著名的是汉娜·阿伦特和安娜·弗洛伊德的传记。 1982年撰写的《汉娜·阿伦特传》获得了第一届哈考特奖（Harcourt Award）；而《偏見的剖析》则于1996年获颁美国出版商协会最佳心理学书籍奖。揚·布魯爾是多伦多精神分析协会的成员，也共同創辦精神分析教育材料发行商卡弗沙姆企業。
伊丽莎白于2007年一直住在加拿大安大略省多伦多直到去世。

## 生平
揚·布魯爾生於马里兰州的一个農家。父亲是名高尔夫职业教师，母親是「五月花號」清教徒亲属。自幼在马里兰州和特拉华州州长大。
其後，就读于莎拉·劳伦斯学院，跟隨穆瑞爾．洛基瑟学习诗歌写作。在「反文化」的1960年代中葉，揚·布魯爾自学院中輟，前往纽约，就讀以反傳統著稱的社會研究新學院（今新學院）。在紐約，她邂逅了罗伯特·布鲁尔。稍後，兩人结婚，不久离婚。就在政治學家汉娜·阿伦特加入新学院时，揚·布魯爾在阿伦特底下接受博士指導。1974年取得博士学位后，揚·布魯爾于次年受聘在康乃狄克州維思大學文学院教授哲学。
1975年，汉娜·阿伦特病亡，享寿六十九岁。阿伦特故友邀請揚·布魯爾為阿伦特立傳。1982年，揚·布魯爾出版的阿伦特傳記，至今仍是理解汉娜·阿伦特生平的重要作品。該傳已译成多种语言（包括于2010年出版的希伯来语译本），英文版于2004年再版 。
經歷撰寫阿伦特传记，揚·布魯爾对精神分析学产生浓厚的兴趣。1983年，她前往康乃狄克州纽黑文参与临床精神分析培训。在纽黑文的儿童研究中心，她遇到了安娜·弗洛伊德的几位美国同事，受邀为安娜·弗洛伊德立傳。1988年，出版《安娜弗洛伊德传》。
1991年，揚·布魯爾离开卫斯理学院，前往费城，於哈弗福德学院兼职教书。在费城的精神分析协会，揚·布魯爾继续她的精神分析培训，並于1999年毕业。此後，揚·布魯爾從事私人精神分析師。1990年代，揚·布魯爾陸續出版了自己的散文集和获奖的《偏见的剖析》。 2012年，耶魯大學出版社在其死后出版《孩童偏見：面對針對孩童的偏見》。
2011年12月1日，揚·布鲁尔因肺栓塞死亡，终年65岁。

## 作品
- Conor Cruise O'Brien: An Appraisal (co-author: Joanne L. Henderson. Proscenium Press, 1974, ISBN 0-912262-33-8)
- Freedom and Karl Jasper's Philosophy (Yale University Press, 1981, ISBN 0-300-02629-3)
- 《愛這個世界：汉娜·阿伦特傳》(Hannah Arendt: For Love of the World, Yale University Press 1982, ISBN 0-300-02660-9; Second Edition Yale University Press, 2004, ISBN 0-300-10588-6)
- Vigil (novel, Louisiana State University Press, 1983, ISBN 0-8071-1075-2)
- 《安娜·佛洛伊德傳》(Anna Freud: A Biography, Summit Books, New York, 1988, ISBN 0-671-61696-X)
- Mind and the Body Politic (Routledge, Independence, Kentucky, 1989, ISBN 0-415-90118-9)
- Foreword to Between Hell and Reason: Essays From the Resistance Newspaper "Combat", 1944-1947 (Wesleyan University Press, 1991, ISBN 0-8195-5189-9)
- Creative Characters, (Routledge, 1991, ISBN 0-415-90369-6)
- Freud on Women: A Reader (editor) (Norton, 1992, ISBN 0-393-30870-7)
- Global Cultures: a Transnational Short Fiction Reader (editor, Wesleyan University Press, 1994, ISBN 0-8195-6282-3)
- 《偏見的剖析》(The Anatomy of Prejudices, Harvard University Press, 1996, ISBN 0-674-03190-3),
- Foreword to 1997 re-issue of David Stafford-Clark's 1965 book, What Freud Really Said: An Introduction to His Life and Thought (Schocken Books, 1997, ISBN 0-8052-1080-6)
- 《面對傳記的制約》(Subject to Biography: Psychoanalysis, Feminism, and Writing Women's Lives, Harvard Univ Press, 1999, ISBN 0-674-85371-7),
- Cherishment: a Psychology of the Heart  (co-author: Faith Bethelard. Free Press, 2000, ISBN 0-684-85966-1)
- Where Do We Fall When We Fall in Love? (essays, Other Press (NY), 2003, ISBN 1-59051-068-2)
- Why Arendt Matters (Yale University Press, 2006, ISBN 978-0-300-12044-8)
- 《孩童偏見：面對針對孩童的偏見》(Childism: Confronting Prejudice Against Children ,Yale University Press, 2012, ISBN 978-0-300-17311-6)